# Pierre-Gabriel Bugnet
Pour les articles homonymes, voir Bugnet.
 (avril 2018).
Pierre-Gabriel Bugnet ou Bugniet est un architecte français mort le 5 novembre 1806 à Charly (Rhône).

## Travaux d’architecture
- Château de Sathonay près Lyon.
- 1765 : colonne-fontaine dite du Méridien, place des cordeliers à Lyon, démolie en 1858.
- En 1784, inspecteur des travaux du pont de l’archevêché à Lyon, avec Léonard Roux ; depuis 1782, il fit, avec lui, le projet d’un pont mixte qui parait n’avoir pas été exécuté.
- 1784 : prison de Roanne à Lyon, démolie en 1837.
- Un premier projet, qui avait été adjugé à Nicolas-Marie Baffert, ne fut pas mis à exécution.
- Maison Delglat, trésorier de France, rue du Plat 8 et 10.

Source : Architectes Lyonnais, p. 57 : https://gallica.bnf.fr/ark:/12148/bpt6k58199715